# وقواق أرضي محمر الفتحات
وقواق أرضي محمر الفتحات (الاسم العلمي: Neomorphus geoffroyi)، هو نوع من الوقاويق الأرضية الكبيرة تتبع فصيلة الوقواقية. يوجد في الغابات البدائية الرطبة من جنوب نيكاراغوا، عبر كوستاريكا وبنما، إلى شمال غرب كولومبيا. توجد مجموعة أخرى منه في غرب وجنوب حوض الأمازون في جنوب شرق كولومبيا، وشرق الإكوادور، وشرق بيرو، وبوليفيا، والبرازيل، بينما توجد المجموعة الأخيرة في الغابة الأطلسية في شرق البرازيل. يوجد الكثير من الالتباس حول الحدود الدقيقة لتوزيعه في جنوب وسط الأمازون، حيث توجد وقاويق أرضية متشابهة جدًا (من المعروف أن علامات الصدر تُستخدم عادةً لفصل بين الوقواق الأرضي المدرج والوقواق الأرضي محمر الفتحات). وفقًا لذلك، غالبًا ما يُعتبر الوقواق الأرضي المدرج نويعًا من الوقواق الأرضي محمر الفتحات.